# Korpus ekspedycyjny

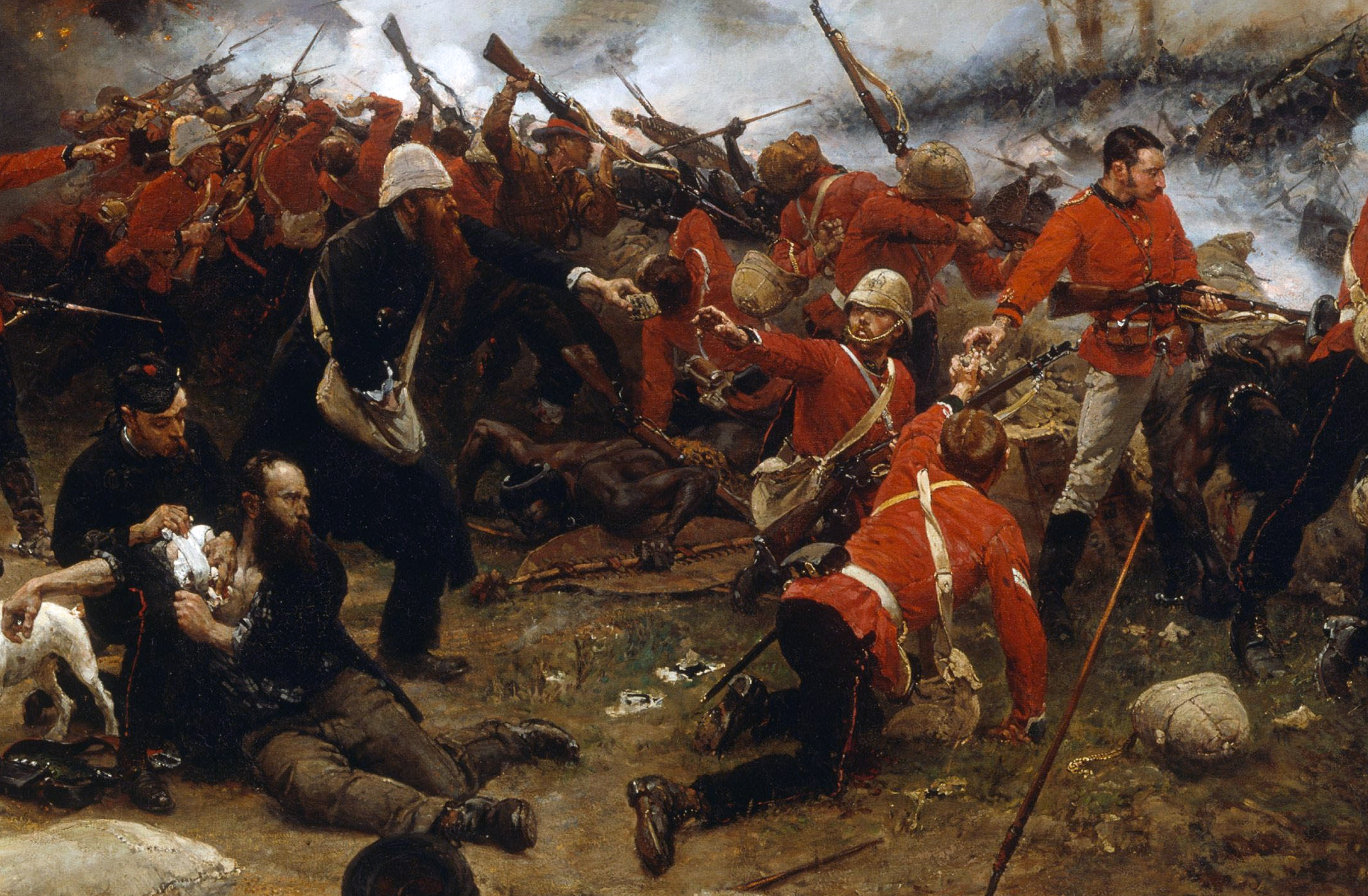
Brytyjski korpus ekspedycyjny w starciu z Zulusami podczas bitwy pod Rorke’s Drift

Korpus ekspedycyjny – związek operacyjny wydzielony z sił zbrojnych danego państwa przeznaczony do działań poza jego granicami lub na jego terytoriach zamorskich i koloniach. Korpusy ekspedycyjne składają się zazwyczaj z kilku dywizji lub brygad z możliwym wsparciem innych jednostek.

## Przykłady
Wybrane korpusy ekspedycyjne:
- Polski Korpus Ekspedycyjny w Syrii;
- ANZAC – (Australia New Zealand Army Corps) – korpus ekspedycyjny wojsk australijsko-nowozelandzkich, skierowany do walk na półwyspie Gallipoli podczas I wojny światowej;
- Brytyjski Korpus Ekspedycyjny (ang. British Expeditionary Force) – brytyjska armia polowa złożona z 3 korpusów operacyjnych, skierowana w 1940 do Francji;
- Brytyjsko-Francusko-Polski Korpus Ekspedycyjny – czterobrygadowe zgrupowanie wojsk alianckich walczące w kampanii norweskiej 1940;
- Brytyjski Korpus Ekspedycyjny w Grecji (W-Force – Wilson Force) – korpus ekspedycyjny wojsk brytyjskich w sile 100 tysięcy żołnierzy, skierowany w 1941 do Grecji;
- Brytyjski Korpus Ekspedycyjny na Malajach – korpus ekspedycyjny wojsk brytyjsko-australijsko-hinduskich, przeznaczony do ochrony Malajów i Singapuru w 1942;
- Afrika Korps (niem. Deutsches Afrika Korps) – korpus Wehrmachtu przeznaczony do walk w Afryce Północnej (1941–1943);
- Brazylijski Korpus Ekspedycyjny (FEB – Brazilian Expeditionary Force) – korpus ekspedycyjny wojsk brazylijskich, walczący w czasie II wojny światowej na froncie włoskim 1944–1945;
- Brytyjska Armia Renu (ang. British Army of the Rhine, BAOR)[2] – brytyjska armia polowa wywodząca się z wojsk okupujących III Rzeszę, przekształconych w okresie zimnej wojny w korpus ekspedycyjny;
- Brytyjskie Siły Ekspedycyjne na Falklandach – zgrupowanie wojsk brytyjskich, skierowane w 1982 na Falklandy.